# Constantin Angelescu
Pour les articles homonymes, voir Angelescu.
Constantin Angelescu (né le 12 juin 1869 à Craiova, mort le 14 septembre 1948 à Bucarest) est un médecin et un homme politique roumain. Il est président du Conseil des ministres de Roumanie par intérim de fin décembre 1933 à début  janvier 1934.

## Biographie
Il est issu d'une vieille famille aristocrate de Craiova. Après des études secondaires Il fait des études de médecine à Paris où il obtient son doctorat en 1897. De retour en Roumanie Il devient chirurgien puis en 1903 il est professeur de médecine à la faculté de Bucarest.  Il adhère au parti national libéral et est élu député en 1901. En 1906 il devient titulaire de la chaire de chirurgie à l'hôpital Coltea (Bucarest). Il entre au ministère des travaux publics de 1914 à 1916. En 1917 il est ministre plénipotentiaire à Washington puis il est ministre de l'instruction à plusieurs reprises en 1919 puis de 1922 à 1928 période au cours de laquelle il engage une grande réforme pour développer et normaliser le système éducatif roumain et enfin de 1933 à 1937.  Après l'assassinat le 30 décembre 1933 du président du Conseil des ministres en exercice Ion Duca il est président du Conseil des ministres par intérim pendant quatre jours du 30 décembre 1933 au 3 janvier 1934. En 1938 sous la dictature carliste du roi Carol II il est nommé ministre d'État dans le gouvernement de Miron Cristea puis  devient conseiller royal de Carol II.